# تاریخ اراک
تاریخ اراک به دوره قاجار بر می‌گردد، علی‌رغم اینکه آثار باستانی چند هزار ساله در اطراف آن به دست آمده است که تاریخ سکونت در این منطقه را تا چند هزار سال افزایش می‌دهد. نام قدیم این شهر سلطان آباد بود که در کتیبه سردر بازار شهر و کتیبه راهروی ارگ حکومتی نیز این نام دیده می‌شد. در دوره پهلوی نام این شهر به اراک تغییر پیدا کرد، و تا امروز نیز به همین نام باقی مانده است.

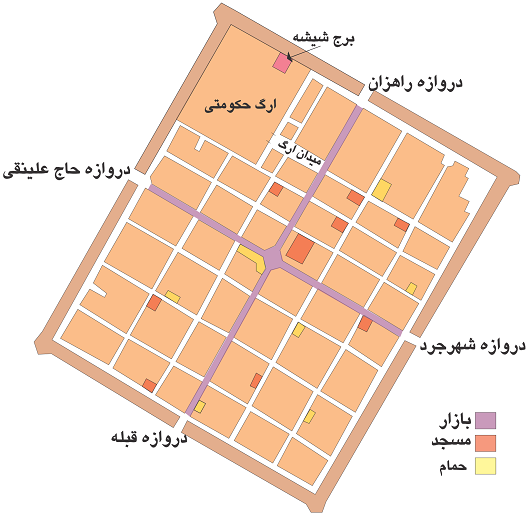
نقشه قلعه سلطان آباد (بازسازی از نقشه تهیه شده توسط پروسکوریاکف و اوکرانوویچ در سال ۱۸۵۱ میلادی)

## پیشینه وجود اسکان در منطقه اراک
دیرنگی سکونت انسان در محدوده اراک به دوران نوسنگی و تا ۱۵ هزار سال پیش بازمی‌گردد. با استناد به مدارک تاریخی، منطقه اراک در گذشته جزو ایالت پاساردا (معروف به ماد سفلی) بود. وجود تپه‌های تاریخی در اطراف منطقه اراک مانند مشهد ذلف آباد و تپه چلپی ساروق (مربوط به هزاره دوم قبل از میلاد)، دلالت بر وجود سکونتگاه‌هایی از دوران عیلامیان در منطقه داشته است. پس از فتح ایران توسط مسلمانان، عرب‌های مسلمان منطقه‌ای که هم‌اکنون اراک و استان مرکزی نیز در آن است را جبال نامیدند. یونانیان این منطقه را مدیا می‌خواندند.
در زمان عباسیان شهری به نام کرج ابودلف در این ناحیه برقرار بوده که دارای شهرت و اعتبار بوده و در کتب تاریخی متعدد مربوط به این دوره از آن نام برده شده است. موقعیت این شهر در حدود ۴۰ کیلومتری جنوب شهر فعلی اراک تخمین زده می‌شود و گمان بر این می‌باشد که در مکان فعلی شهر آستانه واقع بوده است.

## علل بنای شهر و مکان‌یابی

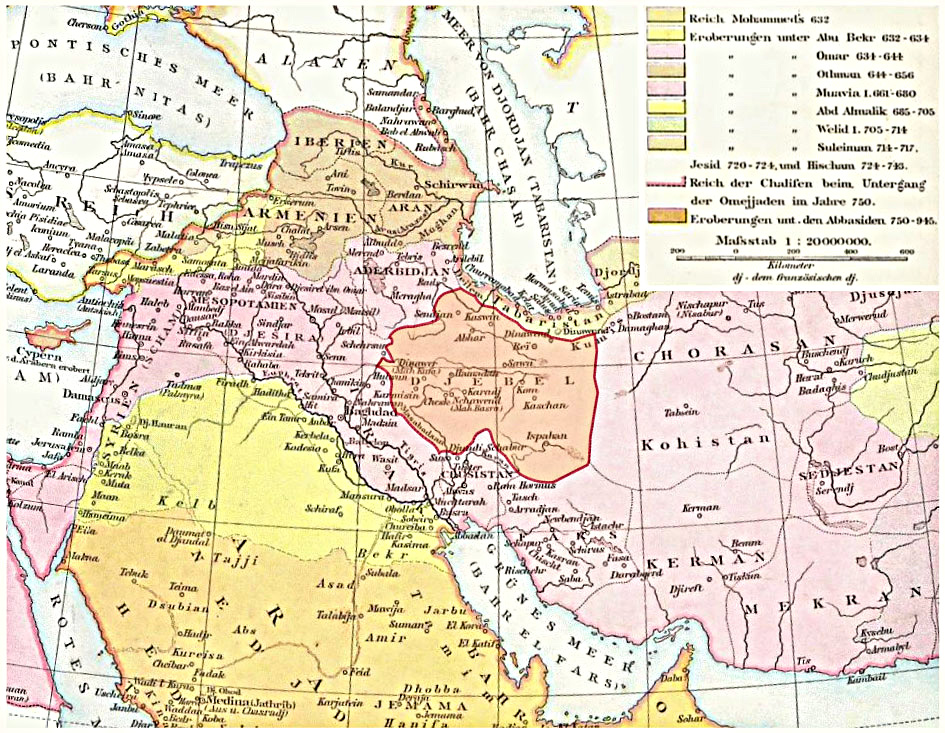
ناحیه جبال یا عراق عجم (نارنجی)

بنیان شهر اراک به دوره قاجار و پادشاهی فتحعلی شاه می‌رسد. در اوایل سلطنت قاجار به دلیل وسعت و جمعیت زیاد منطقه عراق عجم، همواره ناامنی و اختلافات محلی وجود داشت و این امر از لحاظ سیاسی و اقتصادی حکومت مرکزی را دچار مشکل کرده بود. فتحعلی شاه برای در دست گرفتن کنترل منطقه به فکر سربازگیری از مردم این منطقه افتاد، بنابراین قشونی به نام قشون عراق به فرماندهی سپهدار یوسف خان گرجی تشکیل گردید. یوسف خان گرجی از شاه تقاضا نمود که برای مرکز قشون پادگان نظامی احداث کند.
در آن زمان در این ناحیه دو طایفه باقدرت ساکن بودند، خان‌های فراهان که در بخش فراهان کنونی ساکن بودند و خان‌های کَزّاز که در بخش زالیان کنونی ساکن بودند. هردو طایفه بعد از مطلع شدن از تصمیم احداث شهر جدید (پادگان)، سعی نمودند حکومت مرکزی را قانع کنند که شهر را در منطقه مسکونی آن‌ها بنا نهد که هرکدام به دلایلی توفیق کسب نکردند. در نهایت یوسف‌خان گرجی تصمیم می‌گیرد که شهر را در محل کنونی که آخرین نقطه قلمرو فراهانی‌ها و اولین نقطه قلمرو کزازها بود بنا نهد تا از بروز اختلاف و درگیری جلوگیری شود.
قبل از ساخت شهر اراک، در محل آن روستایی به نام دسکره یا دستجِرده وجود داشت که پس از متروکه شدن آن در اوایل دوره زندیه، هشت قلعه در اطراف آن ساخته شد. در دوره قاجار، یوسف خان گرجی این قلعه‌ها را خراب کرد و قلعه‌ای بزرگتر ساخت و مردم قلعه‌ها را به قلعه نوین کوچ داد. این قلعه بنای اولیه شهر اراک محسوب می‌شد.

## روند ساخت شهر

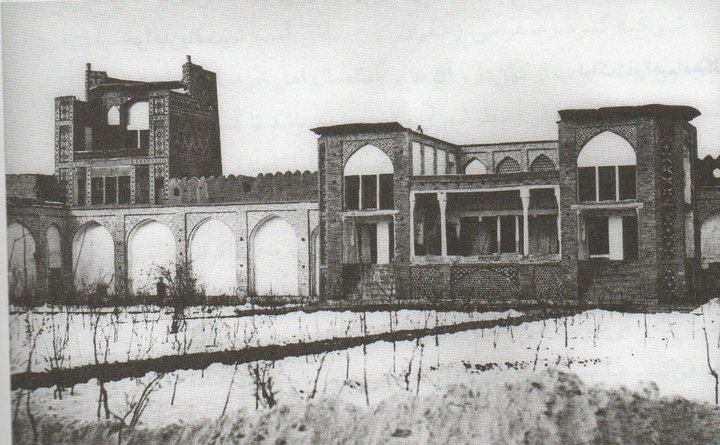
ارگ حکومتی و برج شیشه

عکسی از اراک که توسط لوی ئیل عکاس ناصرالدین شاه از روی برج شیشه گرفته شده

یوسف خان گرجی برای ساخت شهر، مکان شهر جدید را در منطقه‌ای خوش منظره (بر روی خرابه‌های دسکره) که در مرکز ولایت عراق عجم بود و به اطراف اشراف کامل داشت، انتخاب کرد. این خطه در دامنه شمالی رشته کوه سفیدخانی قرار داد که از شدت سرمای زمستان و گرمای تابستان محفوظ و از امکانات ارتباطی و منابع آب قنات‌ها بهره‌مند بود.
تاریخ بنای شهر طبق سنگ نوشته‌های سردر بازار جمله «نمود یوسف ثانی بنای مصر جدید» است که با توجه به محاسبه حروف ابجد، برابر با ۱۲۳۱ قمری و ۱۸۰۸ میلادی می‌باشد. با اینحال تاریخ‌های دیگری نیز در خصوص بنای شهر اراک و آغاز سکونت در آن، در اسناد حکومتی و دست‌نوشته‌های مورخان ذکر شده است که بازه‌ای از ۱۲۲۶ تا ۱۲۳۱ را در بر می‌گیرد. بنای شهر اندیشیده شده مشتمل بر بنای ارگ دولتی شامل کلیه ادارات آن روز، مدارس، تعداد زیادی مسجد، حمام، کوچه، اماکن مسکونی، بازار، برج و بارو و تمام تأسیسات شهری بود. یوسف‌خان که شهرهای گرجستان و قفقاز را مشاهده کرده بود، سعی کرد شهری مرتب و منظم بنا کند که تمام کوچه‌ها در فواصل معین یکدیگر را قطع کنند و عرض همه آن‌ها ۶ ذرع محاسبه شده بود. همچنین بازار شهر در وسط آن تعبیه شد که برای عموم مردم در دسترس قرار گیرد. بنابر مکتوبات تاریخی دوره قاجار، برای بناهای ساخته‌شده در این شهر، مبلغ ۲۰۰ هزار تومان هزینه اختصاص یافت و ساخت آن ۳ سال طول کشید. شهر اراک از ابتدا با هدف شهرسازی و طبق یک اسلوب منظم شکل یافت که در آن تمام پیش‌بینی‌های لازم انجام گرفته بود. اراک از معدود شهرهای ایران است که طبق نقشه ساخته شده است. تریزر، مهندس فرانسوی که به همراه ژنرال گاردان از سوی ناپلئون به ایران آمده بود، اراک را مطابق شهر نیس فرانسه طراحی کرد.
طول قلعه اولیه ۸۵۰ متر و عرض آن در حدود ۶۰۰ متر بوده است. کوچه‌های موازی و مستقیم آن، ۸ در ۶ بوده که مجموعاً ۴۸ بقعه را تشکیل می‌دهند. در اطراف
شهر قدیم اراک، خندقی به عمق ۸ متر حفر شده بود که در کنار دیوارهای تنومند شهر و ۸ برج احداث‌شده در دیوارها و ۵ عراده توپ اهدایی از جانب فتحعلی‌شاه (در سال ۱۲۴۴ هجری قمری)، به خوبی می‌توانستند از این شهر در مقابل تاراج یاغیان یا حملات سایر والیان و حاکمان، مردم شهر را محافظت نمایند. قلعه از همان ابتدا دارای چهار دروازه بود و بازار کنونی اراک شبکه ارتباطی داخلی این دروازه‌ها بود. این دروازه‌ها عبارتند از:
- دروازه شهرجرد در شرق
- دروازه راهزان در شمال
- دروازه حاج علینقی در غرب
- دروازه قبله در جنوب

این شهر تا سال ۱۲۷۱ هجری قمری محل سکونت سپهدار قشون عراق عجم بود و نظری که دولت به آنجا داشت، بیشتر به خاطر جنبه راهبردی شهر بوده است. در این سال به نقل از اعتماد السلطنه، میرزا حسن، نایب الحکومه عراق، دکان‌های شهر سلطان‌آباد و عمارت و باغ‌های دیوانی تعمیر و درختکاری شد و از شهرهای دیگر از هر قبیل صاحبان صنایع و حرفه‌های گوناگون به شهر آورده شدند و ساکن شدند.
قلعه مزبور در سال ۱۲۷۲ هجری قمری به وسیلهٔ محمدحسن خان امیرنظام، برادر امیرکبیر، تعمیر و تشجیر شد. در اوائل سده ۱۴ هجری قمری، بالغ بر ۵۰ کمپانی خارجی در این شهر شعبه داشتند. در سال ۱۳۰۶، اداره برق شهر دایر شد. در خلال سال‌های ۱۳۰۷ تا ۱۳۱۰ هجری قمری، کمپانی فرش زیگلر قلعه بزرگی در شهر ساخت که امروز نیز بخش‌هایی از آن باقی مانده است و به «قلعه فرنگی» معروف است. در سال ۱۳۰۸، چند خیابان در شهر ایجاد گردید و چند بنای مهم از جمله مریض‌خانه پهاوی، بنای شهرداری، باغ فردوس، بنای شیر و خورشید، عمارت دارایی، کوی کارمندان و چند بنا و سازه دیگر ایجاد گردید. در سال ۱۳۱۷، ساختمان‌های اداره راه‌آهن تأسیس شد.
اهمیت شهر با تکمیل راه‌آهن سراسری جنوب به شمال ایران در سال ۱۹۳۸ میلادی افزایش یافت و در طول دوره جنگ جهانی دوم، آب و سوخت در این شهر انبار می‌شد.

## سکونت‌دادن مردم توسعه شهر

باغ ملی اراک، پیش از سال ۱۳۵۸

پس از پایان بنای شهر، سپهدار گرجی درصدد تشویق مردم اطراف برای سکونت در شهر جدید می‌نماید. وی کار خود را از روستاهای کرهرود، سنجان و فیجان آغاز می‌کند که در آن زمان به «سه ده» معروف بودند. همچنین تعداد زیادی از خان‌ها و رعایای اطراف در دو محله قلعه و حصار سکونت داده شدند. همچنین در مکتوبات تاریخی از روستایی به نام ده‌کهنه نام برده شده که تمامی اهالی آن به اراک منتقل شدند و روستا بعد از خالی شدن از اهالی آن، به مرور زمان تخریب و از بین رفت.
بافت اولیه اراک بر اساس آخرین تحولات فنی شهرسازی عصر خود بوده و دارای ویژگی‌های با ارزشی بوده است. سلسله مراتبی بودن بخش خدمات و نیازمندی‌های عمومی، قطعه‌بندی منظم اراضی، بافت شطرنجی‌گونه شهر، تقسیمات محله‌ای و تمایز محله‌ای مناسب و وجود بازار در قسمت میانی شهر از جمله شاخصه‌های بودند که شهرسازان اراک به آن‌ها توجه کردند. به دلیل اینکه شیب شهر از طرف جنوب به شمال است و مظهر تمام قنات‌ها در جنوب بوده، لذا گسترش شهر در ابتدا به طرف جنوب و جنوب غرب متوجه شد و بسیاری از تجار و پیشه‌وران، عمارت‌های مجللی را در محله عباس‌آباد بنا کردند.
از جمله علل گسترش نامنظم شهر در سال‌ها بعد، این بوده که اکثر باغ‌های شهر به منازل مسکونی تبدیل شد و چون حدود باغ‌ها با جوی‌های آب با مسیرهای غیر مستقیم معین می‌شد، منازل احداث شده به پیروی از آن‌ها نامنظم ساخته شدند. دلیل دیگر نامنظم‌بودن خیابان‌ها، نظارت نداشتن بلدیه به ساخت و سازها تا آن زمان بود. در سال ۱۲۷۱ قمری سیل مهاجران از نقاط مختلف مانند گلپایگان، خمین، بروجرد، کاشان، اصفهان، تبریز، قم و خوانسار به سوی اراک آغاز گشت و موجب آغاز رونق اقتصادی شهر شد. به همین اساس محله‌هایی مانند عباس‌آباد، منق‌آباد، پشت خندق و هزاوه‌ای‌ها شکل گرفت و در سال ۱۳۰۸ با همکاری بلدیه عراق، خیابان امام خمینی امروزی، عباس‌آباد و باغ ملی احداث شد و بافت قدیمی شهر مرمت شد.
سکنی دادن افرادی از قومیت‌های مختلف در این شهر، نه‌تنها انس و الفتی به وجود نیاورد، بلکه موجبات اختلافات قومی و نفاق را در سال‌های نخستین بین اهالی موجب شد. قائم‌مقام فراهانی در همین مورد سروده:
| نه آذربایجان اینجا عراق است |  | متاع رایجش مکر و نفاق است |

## دوران مشروطه
شهر اراک یکی از موفق‌ترین نمونه‌های شهرسازی در دوران قاجار بود. عوامل گوناگونی مانند موقعیت جغرافیایی، پس کرانه‌های حاصلخیز، قرار گرفتن در مسیر جاده اصلی، سابقه تولیدات صنعتی و صادراتی و برخورداری از استعدادهای مذهبی و علمی در کنار امنیت سبب رشد سریع شهری در اراک شد، به گونه‌ای که اندک زمانی پس از تأسیس، این شهر به مهم‌ترین مرکز تولیدی تجاری و شهری ناحیه مرکزی ایران تبدیل شد. به موازات توسعه شهری زمینه مناسب برای رشد اندیشه‌های مدرن و ترقی خواهانه در اراک فراهم شد. بخش عمده‌ای از ساکنان را به این دلیل که شهر مرکز تجارت فرش بود، بازرگانان و دست‌اندرکاران این صنعت تشکیل می‌دادند.
در سال ۱۲۸۵ خورشیدی که فرمان مشروطه صادر شد، ۹۲ سال از عمر شهر سلطان آباد می‌گذشت. در آن موقع اراک ۳۰ تا ۴۰ هزار نفر جمعیت داشت.
در آستانه جنبش مشروطه ناتوانی قاجار در حمایت از این بازرگانان ایرانی در مقابله کمپانی‌های خارجی حاضر در اراک، بازاریان و دست‌اندرکاران صنعت را به مبارزه با سرمایه داران خارجی کشاند. این مبارزه به رهبری روحانیان شیعه که سابقه طولانی حضور در منطقه عراق عجم (به ویژه در قریه کرهرود) را داشتند شکل گرفت. در این زمان مدارس دینی و علمای اراک بیشتر تابع روحانیون نواندیش نجف از جمله آخوند ملاحمد کاظم خراسانی قرار داشتند. این افراد در دوران مشروطه رهبری جنبش در اراک را بر عهده داشتند که مشهورترین آن‌ها آیت‌الله آقا نورالدین عراقی نام داشت. اراک شش انجمن مشروطه خواه داشت که عبارت بودند از:
1. انجمن سری آدمیت به ریاست آقااسدالله پروین
2. انجمن دموکرات به رهبری حاج میرزا عبدالعظیم
3. انجمن تدین تشکیل شده در مدرسه سپهدار به رهبری شیخ علی نخستین
4. انجمن آذربایجانیان متشکل از آذربایجانی‌های عراق عجم به رهبری میرزا حبیب‌الله عکاسباشی
5. انجمن برادران به رهبری میرزا حسن خان حرآبادی و میرزا علی اکبر کمپانی
6. انجمن اعتدالیون به رهبری مجدالممالک

پس از صدور فرمان مشروطه، آقا نورالدین نوری عراقی اوّلین انجمن ولایتی را به همراه دیگران روحانیون نوگرا تأسیس نمود. پس از به توپ بسته شدن مجلس و دوران استبداد صغیر، آزادیخواهان اراک به خاطر حضور پر نفوذ آقا نورالدین عراقی کمتر از دیگر نقاط ایران مورد آزار و اذیت قرار گرفتند.
عبور راه‌آهن از اراک موجبات توسعه بیشتر شهر را فراهم آورد. براساس آمار کتاب ایرانشهر در سال ۱۳۲۰ هجری خورشیدی، جمعیت اراک ۵۱٬۰۰۰ نفر بود. از این تاریخ، اراک نیز مانند سایر شهرهای کشور توسعه یافت. در سال‌های صلح و آرامش، دیوارهای حفاظتی شهر برداشته شد و شهر بی‌رویه رو به توسعه نهاد. موقعیت ترابری اراک از مهم‌ترین عوامل توسعه شهر در سال‌های اخیر بوده است.

## دوران انقلاب ۱۳۵۷
نخستین حرکت‌های انقلابی در اراک در میانهٔ سال‌های ۵۵ و ۵۶ با سخنرانی عده‌ای و دعوت به تظاهرات رخ داد. نخستین راهپیمایی انجام شده در اراک، تظاهراتی آرام و بدون شعار بود که به وسیله فرهنگیان سازمان دهی شده بود. در جریان ۱۰ روز سخنرانی احمد جنتی در محرم ۱۳۵۷ در اراک ، مردم پس از سخنرانی‌های وی هر شب در خیابان تظاهرات می‌کردند و شعار مرگ بر شاه می‌دادند که این نخستین شعار مرگ بر شاه در اراک بود. با بالا گرفتن اوضاع در تاسوعای سال ۵۷ مردم تلاش کردند مجسمه رضاشاه را از میدان باغ ملی پایین بکشند ولی موفق نشدند و در درگیری‌هایی که رخ داد چهار نفر کشته شدند. همان شب مجسمه رضاشاه توسط پلیس از آنجا منتقل شد. کشته شدن چهار نفر در این روز باعث ایجاد ترس در مردم و خاموش شدن اعتراضات برای یک هفته پس از آن شد. سرانجام با پیروزی انقلاب در بهمن سال ۱۳۵۷ نظامیانی که به مردم پیوسته بودند روی دوش مردم گردانده شدند.